# Bright Omokaro
Bright Omokaro (24 febbraio 1965) è un ex calciatore nigeriano, di ruolo difensore.

## Carriera

### Club
Ha sempre giocato nel campionato nigeriano.

### Nazionale
Con la Nazionale nigeriana ha partecipato alla coppa d'Africa nel 1988, dove è giunto al secondo posto.